# Nizina Górnotracka

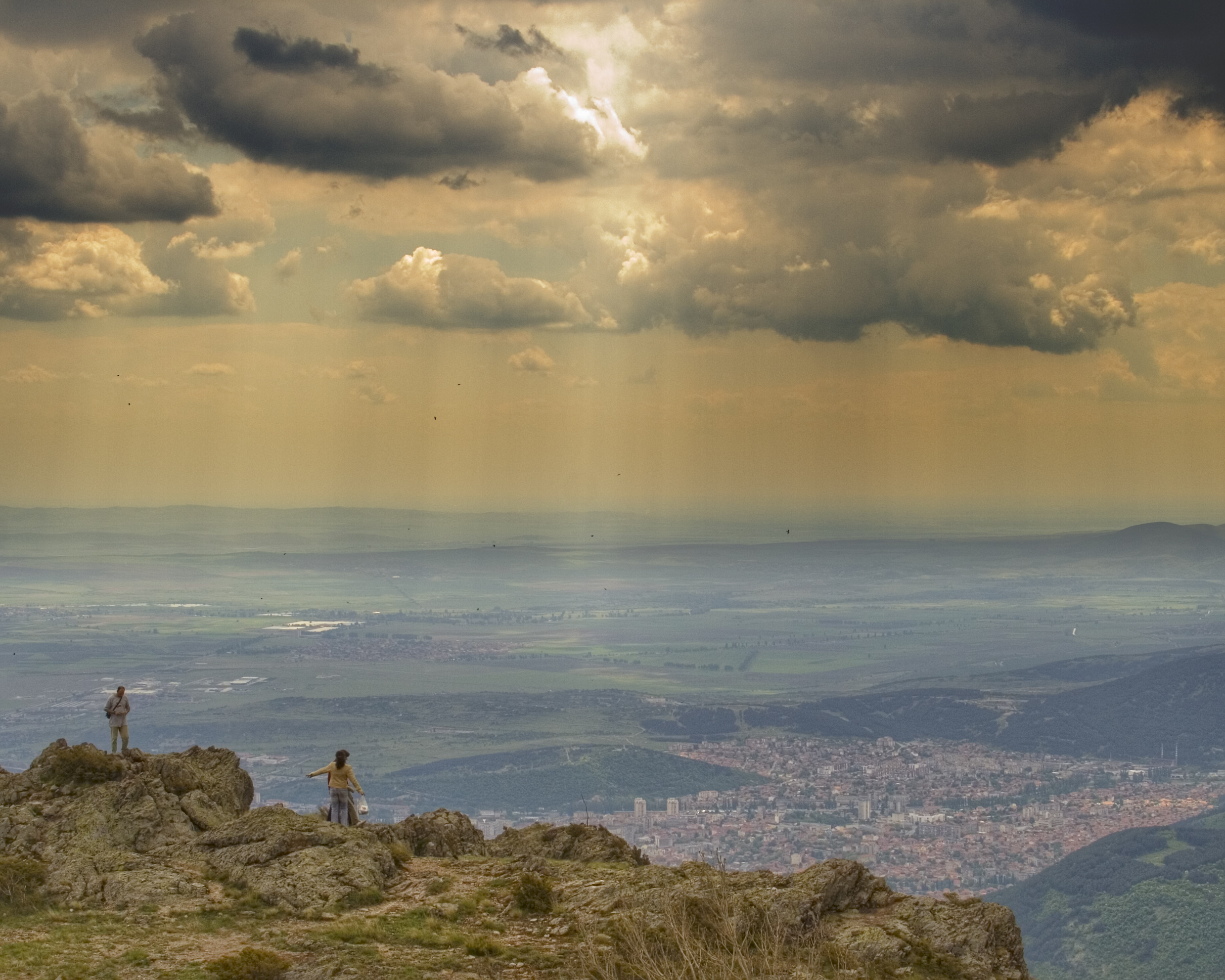
Widok na miasto Sliwen i Nizinę Górnotracką z gór Starej Płaniny

Nizina Górnotracka (bułg. Горнотракийска низина – Gornotrakijska nizina) – nizina w południowo-wschodniej Bułgarii, północna część Niziny Trackiej, zajmująca północną część historycznej Tracji.
Nizina Górnotracka rozciąga się równoleżnikowo przez środkową Bułgarię. Jej północną granicę stanowi łańcuch górski Sredna Gora, a południową – Rodopy i góry Sakar. Na zachodzie zamykają ją góry Riła, a na wschodzie sięga do Wzgórz Swetlijskich (Светиилийски възвишения) i Manastirskich (Манастирски възвишения). Do Niziny Górnotrackiej należy także początek przełomowego odcinka Maricy między Rodopami a górami Sakar. Długość Niziny wynosi około 170 km, szerokość – do 50 km, powierzchnia – około 6 tys. km², a średnie wzniesienie – 168 m n.p.m.
Podłoże Niziny Górnotrackiej tworzą skały paleozoiczne i protopaleozoiczne pokryte trzeciorzędowymi osadami, pochodzącymi z okresu, gdy było tu dno wielkiego jeziora. Na powierzchni leży cienka warstwa czwartorzędowych osadów rzecznych. Nizina Górnotracka jest regionem sejsmicznym – w ciągu ostatnich 200 lat odnotowano tu 4-5 silnych trzęsień ziemi, ostatnie w 1928 i w 1977.
Bułgarska geografia dzieli Nizinę Górnotracką na dwie części: zachodnią Równinę Pazardżycko-Płowdiwską (Пазарджишко-Пловдивско поле) i wschodnią Równinę Starozagorską (Старозагорско поле). Granicę między tymi częściami wyznaczają wzgórza Wzgórza Czirpanskie (Чирпански възвишения) i Wzgórza Dragojnowskie (Драгойновски височини), leżące w połowie drogi między Płowdiwem a Starą Zagorą.
Nizina Górnotracka w całości leży w zlewisku Morza Egejskiego i w całości należy do zlewni Maricy.
Klimat Niziny Górnotrackiej jest kontynentalny, przejściowy. Zimy są łagodne i ciepłe, z przeciętną temperaturą stycznia około 0 °C. Przeciętna temperatura lipca wynosi 23 °C. Przeciętna ilość opadów jest niewielka – rocznie 500 mm w części zachodniej i 500-600 mm w części wschodniej. 5 lipca 1916 w mieście Sadowo koło Płowdiwu na Nizinie Górnotrackiej zanotowano najwyższą temperaturę Bułgarii – 45,2 °C.
Ze względu na dogodny klimat, urodzajne gleby oraz nawadnianie Nizina Górnotracka jest głównym obszarem rolniczym w Bułgarii. W części zachodniej przeważa sadownictwo, warzywnictwo, uprawa winorośli i roślin technicznych, w części wschodniej-uprawa zboża oraz bawełny i hodowla.
Nizina Górnotracka jest regionem intensywnego rolnictwa, na co pozwalają odpowiedni klimat i urodzajne gleby. Niedostatek opadów pokonuje się poprzez nawadnianie. W części zachodniej prowadzi się sady, ogrody, winnice i uprawy roślin technicznych (tytoniu itp.), a we wschodniej – uprawy zbóż i bawełny. Nizina jest gęsto zamieszkana. Największe miasta to Pazardżik, Płowdiw, Chaskowo i Stara Zagora. Nizina Górnotracka stanowi także najważniejszy korytarz komunikacyjny Bułgarii – biegną nią droga i linia kolejowa z Sofii do Burgasu oraz bułgarski odcinek transkontynentalnej drogi i linii kolejowej do Stambułu.